# 显脉猕猴桃
显脉猕猴桃（学名：Actinidia venosa）是猕猴桃科猕猴桃属的植物。分布于中国大陆的云南、西藏、四川等地，生长于海拔1,200米至2,400米的地区，多生于山地树林中，目前尚未由人工引种栽培。

## 变型
- Actinidia venosa Rehd. f. pubescens Li